# کیران موزلی
کیران موزلی (انگلیسی: Kierran Moseley؛ زادهٔ ۱۴ مهٔ ۱۹۹۴) ورزشکار راگبی ۱۳ نفره اهل استرالیا است.